# Villa de Cos
Villa de Cos é um município do estado de Zacatecas, no México.